# Projecte Daedalus

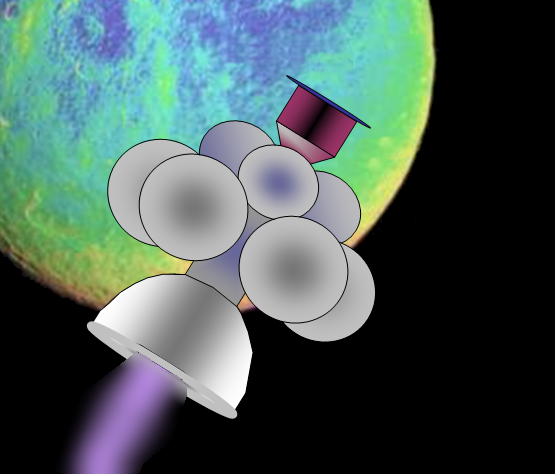
Dibuix de la nau espacial del Projecte Daedalus

El projecte Daedalus va ser un estudi portat a terme entre 1973 i 1978 per la Societat Interplanetària Britànica per realitzar un disseny plausible d'una nau espacial no tripulada per realitzar viatges interestel·lars. Una dotzena de científics i enginyers conduïts per Alan Bond van treballar en el projecte i van proposar com a motor principal un coet de fusió.
Els criteris de disseny havien especificat que la nau espacial havia de fer servir tecnologia actual o molt pròxima a aquesta, i que havia d'assolir el seu objectiu dins del temps de vida humana (es va assignar una durada del viatge de 50 anys). Tanmateix, com s'ha comentat, no anava a ser tripulat, sinó que la intenció principal era fer-lo servir com a prova científica.
L'objectiu escollit va ser l'estrella de Barnard, a una distància de 5,9 anys llum, que quan el projecte va ser dissenyat es pensava que allotjava almenys un planeta extrasolar; actualment les evidències de l'existència d'un planeta al voltant d'aquesta estrella estan descartades. No obstant això, en el disseny s'havia requerit que fos prou flexible perquè la nau pogués ser enviada a qualsevol de les altres estrelles seleccionades.

## Concepte
La Daedalus seria construïda en l'òrbita terrestre i tindria una massa inicial de 54 000 tones, incloses 50.000 tones de combustible i 500 tones de càrrega útil científica. La Daedalus seria una nau espacial de dues etapes. La primera etapa tindria una vigència de dos anys, i la nau agafaria una velocitat de fins al 7,1% de la velocitat de la llum (0,071 c), i a continuació després es desfaria de la segona etapa, acomiadaria d'1,8 anys, de manera que la nau espacial fins aproximadament 12% de la velocitat de la llum (0,12 c) abans de ser apagat per un període de creuer de 46 anys. Degut a les operacions necessàries de l'interval de temperatures extremes (des de prop del zero absolut a 1.600 K) les campanes de motor i estructura de suport es farien d'aliatge de molibdè TZM, que retindria la resistència fins i tot a temperatures criogèniques. Un estímul important per al projecte va ser el concepte d'accionament de fusió per confinament inercial de Friedwardt Winterberg per la qual va rebre el premi de la medalla d'or Hermann Oberth.
Aquesta velocitat és molt més enllà de les capacitats dels coets químics, o fins i tot el tipus de propulsió nuclear pulsació va ser estudiat durant el Projecte Orió. D'acord amb el Dr. Tony Martin l'únic adequat per al projecte era el coet de pulsació nuclear. En canvi, la Daedalus seria propulsada per un coet de fusió utilitzant grànuls de deuteri/heli-3 barreja que es van encendre a la cambra de reacció per confinament inercial utilitzant feixos d'electrons. El sistema de feix d'electrons seria accionat per un conjunt de bobines d'inducció que aprofitaria l'energia del corrent de fuita de plasma. 250 grànuls es van detonar per segon, i el plasma resultant es dirigirien per una tovera magnètica. La fracció de grau de combustió calculada per als combustibles de fusió va ser de 0,175 i 0,133 per la Primera i segona etapa, produint velocitats d'escapament de 10.600 quilòmetres/s i 9.210 quilòmetres/s, respectivament. Degut a l'escassetat d'heli-3 que seria extret de l'atmosfera de Júpiter a través de grans globus d'aire calent amb el suport fàbriques robotitzades en un període de 20 anys.
La segona etapa tindria dos telescopis òptics de 5 metres i dos radiotelescopis de 20 metres. Prop de 25 anys després del llançament d'aquests telescopis podrien començar a examinar l'àrea al voltant de l'Estrella de Barnard per aprendre més sobre els planetes que s'acompanyen. Aquesta informació s'enviaria de tornada a la Terra, usant la segona campana de motor de l'etapa de diàmetre de 40 metres com un acompanyament de les comunicacions, i els objectius d'interès serien seleccionats. Atès que la nau no desacceleraria en arribar a l'Estrella de Barnard, la Daedalus portaria 18 subsondes autònomes que es posarien en marxa entre 7,2 i 1,8 anys abans que la nau principal entrés en el sistema de destinació. Aquestes subsondes serien impulsades per unitats d'ions de propulsió nuclear i portarien càmeres, espectròmetres i altres equips sensorials. Aquestes sondes volarien més enllà dels seus objectius, encara viatjant al 12% de la velocitat de la llum, i transmetrien les seves conclusions a la segona nau nodrissa etapa Daedalus per a la retransmissió a la Terra.
La bodega de càrrega de la nau que conté les seves subsondes, telescopis i altres equips estarien protegits del medi interestel·lar durant el trànsit per un disc fins al beril·li a 7 mm de gruix i un pes de fins a 50 tones. Aquest escut erosió es fa de beril·li per la seva lleugeresa i alta calor latent de vaporització. Obstacles més grans que es poden trobar en passar pel sistema de destinació es dispersarien per un núvol generada artificialment de partícules, expulsat pels vehicles de suport anomenats bestioles de la pols, a uns 200 quilòmetres per davant del vehicle. La nau portaria a una sèrie de robots "guardians" capaços de manera autònoma la reparació de danys o errors de funcionament.

## Especificacions
- Longitud total: 190 metres
- Propulsor de massa de la primera etapa: 46.000 tones
- Propulsor de massa de la segona etapa: 4.000 tones
- Primera etapa en massa en buit d'estadificació: 1.690 tones
- Segona fase de massa a velocitat de creuer: 980 tones
- Temps de combustió del motor de la primera etapa: 2,05 anys
- Segona etapa el temps de funcionament del motor: 1,76 anys
- Empenta de la primera etapa: 7540000 newtons
- Empenta de la segona etapa: 663.000 newtons
- Velocitat d'escapament del motor: 10.600.000 m/s i 9.210.000 m/seg.
- Massa de càrrega útil: 450 tones

## Variants
Una anàlisi d'enginyeria quantitativa d'una variació d'autoreplicació en el Projecte Daedalus va ser publicat el 1980 per Robert Freitas. El disseny no replicant es va modificar per incloure-hi tots els subsistemes necessaris per a l'autoreplicació, utilitzant la sonda per lliurar una "llavor" de fàbrica amb una massa de prop de 443 tones mètriques a un lloc distant, que té la fàbrica de llavors replicar moltes còpies de si mateix hi ha per augmentar la seva capacitat de producció total i, a continuació, utilitzant el complex industrial automatitzada que permetria construir més sondes amb una sola fàbrica de llavors a bord cadascun durant un període de 1000 anys. Cada reproducció pesaria més de 10 milions de tones, principalment combustible necessari per desaccelerar des del 12% de la velocitat de la llum.
Una altra possibilitat consisteix a equipar la Daedalus amb una vela magnètica similar a la cullera magnètica en un estatoreactor Bussard que utilitzaria l'heliosfera de l'estrella de destinació com un fre, de manera que no seria necessari transportar combustible de desacceleració i permetria un estudi més en profunditat del sistema de l'estrella triada.